# Concordata de Worms

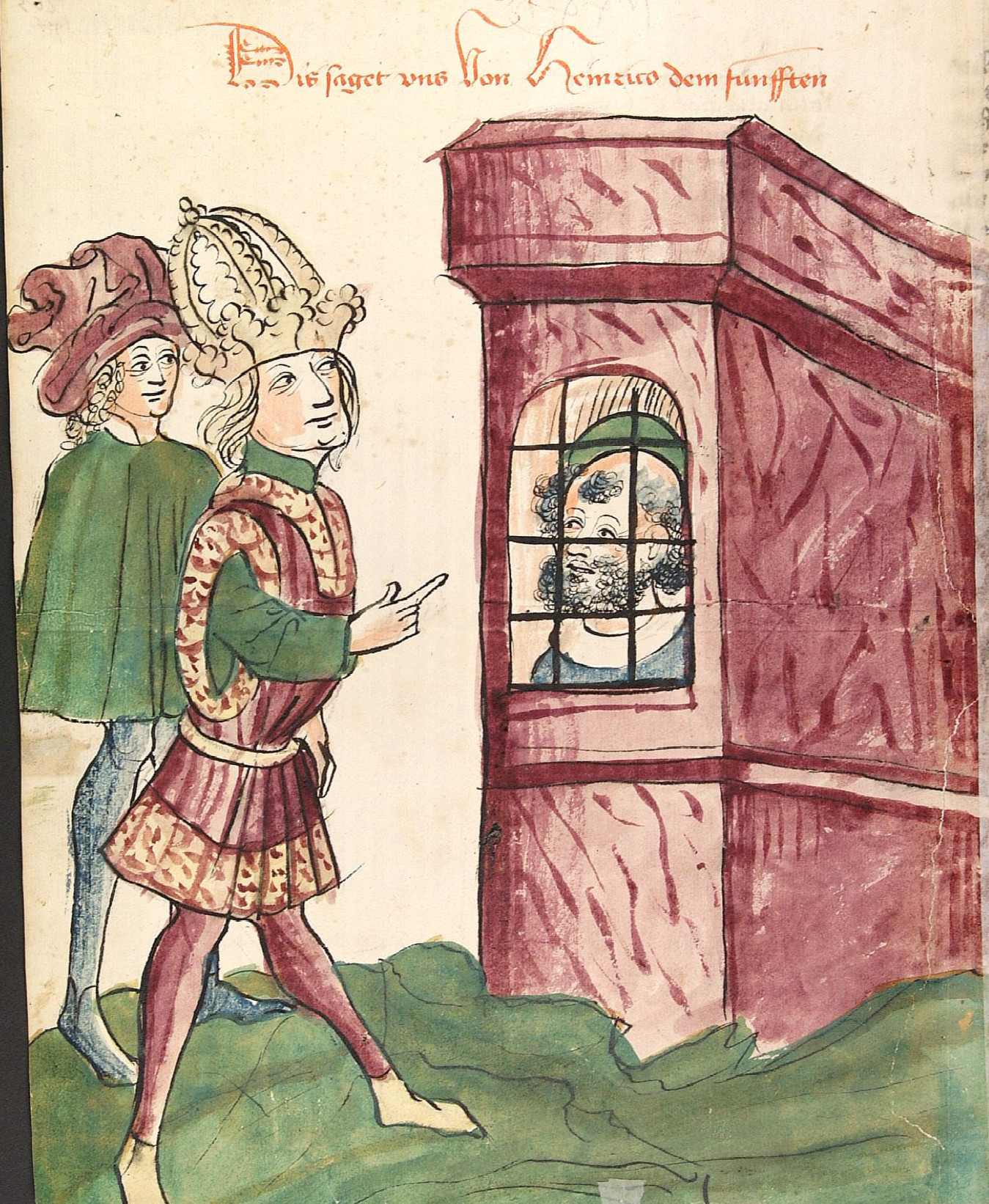
Henrique V do Sacro Império Romano-Germânico fez um acordo com o Papa Calisto II em 1122, que ficou conhecido como a Concordata de Worms.

A Concordata de Worms, por vezes chamada de  Pactum Calixtinum por historiadores papais, foi a concordata celebrada entre o Papa Calisto II (1119-1124) e o Imperador Henrique V do Sacro Império Romano-Germânico, celebrado em 23 de setembro de 1122, perto de Worms.
Concordatas semelhantes, foram celebradas:
- em 1208, com a Coroa de Aragão;
- em 1213, com o Reino da Inglaterra;
- em 1268, com o Reino da França;
- posteriormente com a Suécia e com a Noruega.

Esse tratado encerrou a Questão das Investiduras entre o Papado e o Sacro Império Romano-Germânico.
Com ele, o Imperador aceitou o direito da Igreja de designar os bispos com anel (símbolo do casamento espiritual com a Igreja) e báculo (símbolo da autoridade pastoral). Esses bispos seriam eleitos em assembleias diocesanas que, na parte alemã do Império, contariam com a presença de representantes do Imperador que teriam poder de veto. Esses representantes dariam aos escolhidos o cetro como símbolo do poder secular designado pelo Império a cada diocese.
Por outro lado, nas partes italianas e borgonhesas, a influência do Imperador no estabelecimento de bispos foi praticamente perdida, por outro lado, as dioceses dessas regiões estavam desprovidas de poderes seculares.
Em 1123, a concordata foi confirmada pelo Primeiro Concílio de Latrão.